# Gorges du Sierroz
Les gorges du Sierroz sont des gorges de la rivière à caractère torrentiel du Sierroz, situées dans la commune de Grésy-sur-Aix, en Savoie. 
Site naturel classé, les gorges furent un haut-lieu du tourisme dans la région jusqu'à leur fermeture en 1980. Après leur recensement comme Grand Site du département de la Savoie en 1999, plusieurs projets émergent pour rouvrir l'accès au public le siècle suivant. La réouverture au public s'effectue en juillet 2021.

## Histoire

### Exploitation des gorges

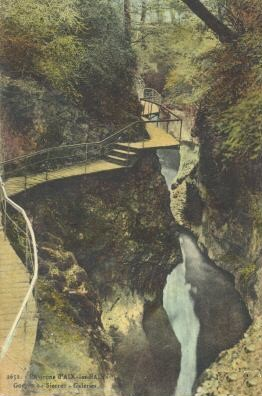
Les gorges du Sierroz à la Belle Époque.

Ces gorges furent un haut lieu touristique du bassin aixois durant la belle époque, à la fin du XIXe et du début du XXe siècle. Plusieurs têtes couronnées, souvent de passage aux thermes d'Aix-les-Bains, y sont venues. En 1813, la baronne Adèle de Broc se noie en chutant dans les gorges, sous les yeux de son amie la reine Hortense de Beauharnais. Cette mort ne passe pas inaperçue : il s'agit d'un décès pendant un séjour touristique, ce qui est rare à cette époque.
De nombreux aménagements ont été effectués à cette époque. Un barrage fut construit, on y aménagea un embarcadère ainsi qu'une passerelle. On trouva également la présence d'un bar magasin et d'un moulin, à savoir le moulin de Salauz.
Les gorges du Sierroz se trouvent sur la commune de Grésy-sur-Aix et ont été fermées au public en 1980. L'association Au cœur des Gorges du Sierroz milite pour la sauvegarde et la valorisation de ce site classé.

### Réouverture

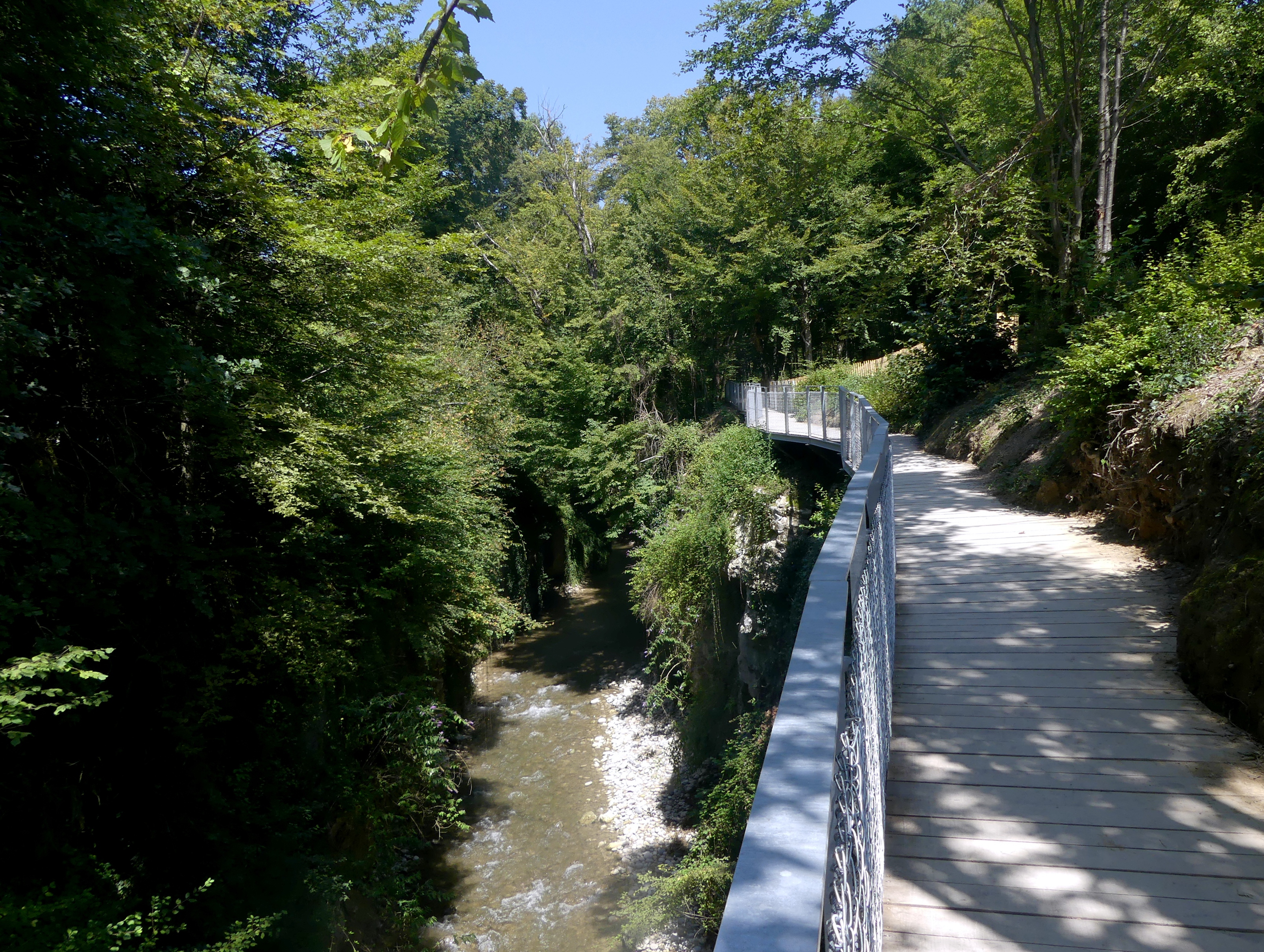
Cheminement rive gauche en 2021.

Inaccessibles au public depuis 1980, les gorges du Sierroz ont fait l'objet de plusieurs études issues de souhaits politiques et d'habitants. Depuis 2015, l'agglomération Grand Lac est engagée dans le projet de réouverture des gorges. Dès 2020, divers aménagements, notamment la revue des cheminements, sont engagés pour réhabiliter le site.
Quelques semaines avant l'ouverture au public, le concertiste Pascal Gallet se produit en récital privé, interprétant notamment Les Gorges du Sierroz, une valse pour piano du compositeur lyonnais Raphaël Massard. Fin juillet 2021, les gorges rouvrent au public. L'inauguration du nouveau site n'aura cependant lieu que le 1er octobre 2022, en présence de Renaud Beretti, Marina Ferrari et le maire de la commune Florian Maître.

## Intérêt paysager

### Principaux éléments historiques

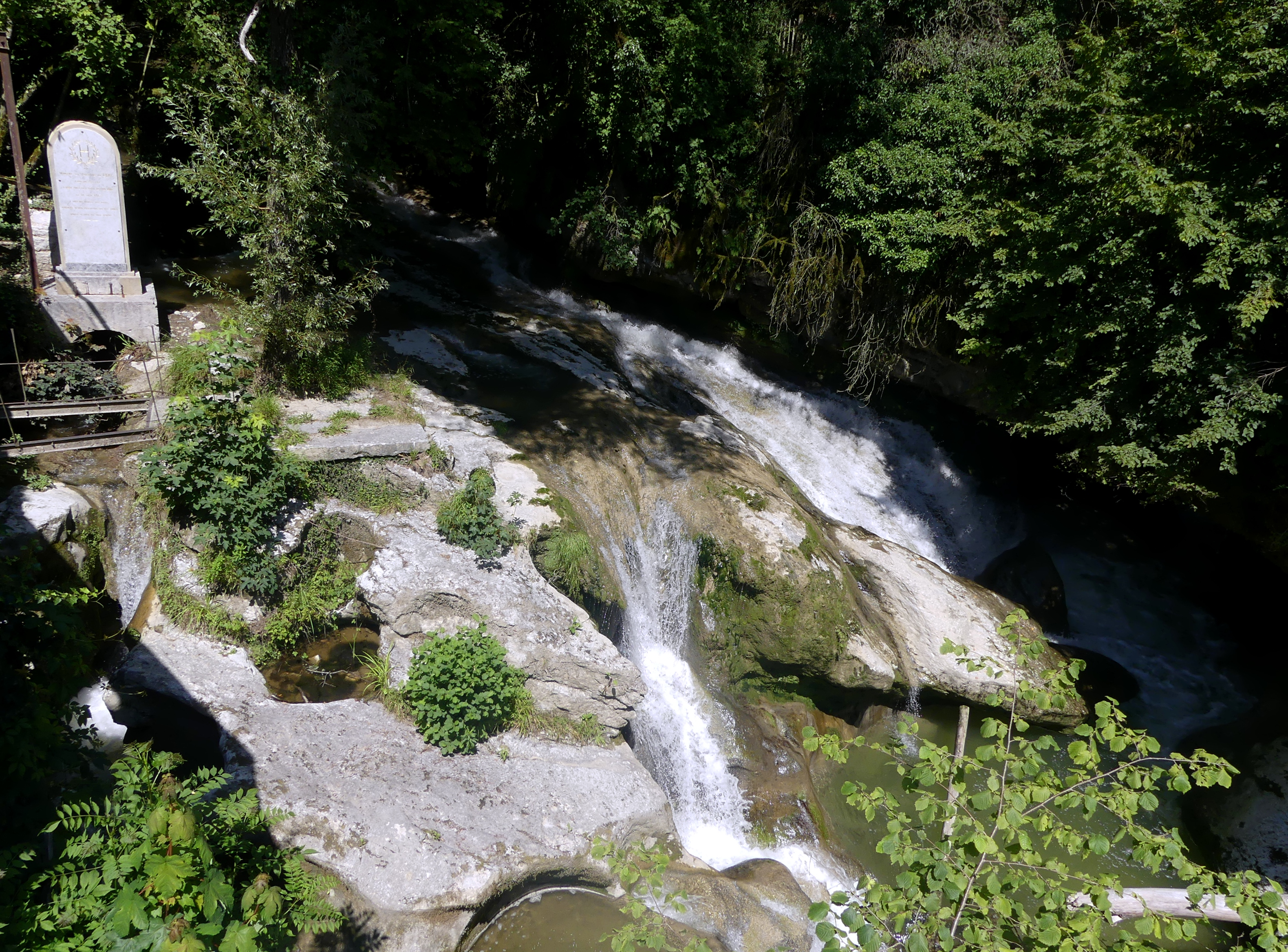
Cascades avec la stèle à gauche.

- canyon naturel de près d'un kilomètre de long ;
- cascade, à la confluence entre la Deysse et le Sierroz, à l'entrée dans les gorges (ainsi que celle des Gents, à mi-parcours) ;
- stèle, à la mémoire d'Adèle de Broc, morte dans les gorges ;
- moulin, pressoir et scieries, vestiges de l’activité industrielle qui préexistait au tourisme ;
- barrage, construit en aval des gorges dans les années 1880, nécessaire pour la circulation touristique.

### Site naturel classé
Les gorges du Sierroz font partie des premiers sites naturels classés en France. En effet, en 1910, l'arrêté précise la zone du classement : « Les gorges du Sierroz (Savoie), dans la partie comprise entre le barrage aval et les chutes en amont de la soierie de M.M. Léon Jacquier et François Poncet ». La superficie concernée est de 2,3 ha.

### ZNIEFF de Type I
Aujourd'hui les gorges du Sierroz sont une ZNIEFF de type I numéro 820031465 référencée depuis 2007 sur les cinq communes d'Entrelacs (Épersy), Grésy-sur-Aix, Montcel, Saint-Offenge-et Trévignin.
L'intérêt biologique des gorges du Sierroz réside notamment dans la présence de l'unique localité savoyarde connue d'une plante : la Consoude tubéreuse. Parmi les autres plantes remarquables, il convient également de citer l'Œillet superbe, la Laiche poilue, ou le Saule faux-daphné. De plus, la fraîcheur des lieux alliée à leur encaissement permet le développement à basse altitude d'espèces plutôt montagnardes comme le Chérophylle hérissé ou le Hêtre, le Sapin pectiné et d'autres, à seulement 350 m d'altitude (on parle de station « abyssale »).

## Dans la culture
Lieu touristique de premier ordre durant plus d'un siècle, les gorges du Sierroz sont représentées ou citées dans de nombreuses oeuvres :
- Fleur des Alpes (Savoie) d'Edouard Labesse et Henry Pierret, ouvrage sur la flore alpine[11]
- La Chaussée des Géants de Pierre Benoit, roman[12]
- On the Edge of the Storm de Shepherd Knapp, récit d'un religieux américain engagé avec la YMCA en France à la fin de la Première Guerre Mondiale[13]
- Impressions de Voyage (En Suisse) d'Alexandre Dumas, où l'écrivain évoque sa visite à la cascade de Grésy et le destin tragique d'Adèle de Broc
- Raphaël d'Alphonse de Lamartine, roman autobiographique où l'écrivain relate son escapade à la cascade de Grésy avec Julie Charles
- Gorges du Sierroz de Raphaël Massard, valse pour piano dédiée à Mademoiselle Collomb. Composée en 1897, elle est finalement enregistrée pour la première fois en 2024 par le pianiste savoyard de renommée internationale Pascal Gallet[14], à l'initiative de l'association Au Coeur des Gorges du Sierroz. Il existe également une version pour orchestre de cette valse, composée en 1898.